# اناروک
اناروک، روستایی در دهستان اسفندک بخش مهرگان شهرستان سراوان در استان سیستان و بلوچستان ایران است. 

## جمعیت
بر پایه سرشماری عمومی نفوس و مسکن در سال ۱۳۹۵، جمعیت این روستا برابر با ۸۲ نفر (۱۶ خانوار) بوده‌است.